# Sonny Burke
Joseph Francis Burke, ps. „Sonny” (ur. 22 marca 1914 w Scranton, zm. 31 maja 1980 w Santa Monica) – amerykański kompozytor, aranżer, bandlider i producent muzyczny.

## Muzyka filmowa – aranżacja i orkiestracja
- 1944 Zagubieni w haremie (Lost in a Harem)
- 1956 Rock, Pretty Baby
- 1962 Ręka śmierci

## Wyróżnienia
Ma swoją gwiazdę w hollywoodzkiej Alei Gwiazd.